# Ceratomantis yunnanensis
Ceratomantis yunnanensis är en bönsyrseart som beskrevs av Zhang 1986. Ceratomantis yunnanensis ingår i släktet Ceratomantis och familjen Hymenopodidae. Inga underarter finns listade i Catalogue of Life.